# Diplotaxis tenuifolia
La ruchetta selvatica o rughetta selvatica (Diplotaxis tenuifolia (L.) DC.) è una pianta perenne della famiglia delle Brassicaceae o Crucifere.

## Descrizione

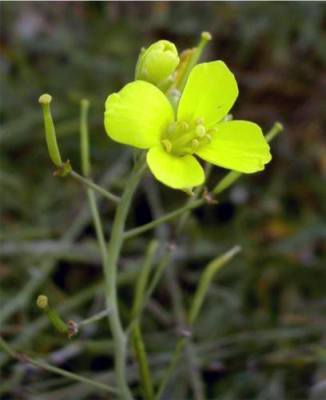
Fiore di Rucola selvatica

Il fiore, come in tutte le brassicacee, ha 4 petali, colorati di un giallo molto intenso, 4 sepali e sei stami.

## Distribuzione e habitat
Cresce spontanea in Europa centro-meridionale; in tutt'Italia è una specie diffusa e comune.

## Coltivazione
Rispetto alla rucola comune (Eruca sativa), a cui assomiglia molto per sapore, si può coltivare con qualche accortezza tutto l'anno, in terreno sabbioso e in posizione assolata fino ai 1000 m s.l.m.

## Usi alimentari
Può essere usata cruda per insaporire insalate, pastasciutte e ripieni proprio come la rucola.